# Župnija Lovrenc na Pohorju
Župnija Lovrenc na Pohorju je rimskokatoliška teritorialna župnija dekanije Maribor mariborskega naddekanata, ki je del nadškofije Maribor.

## Sakralni objekti
| #  | Slika                     | Cerkev                                    | Naselje            |
| -- | ------------------------- | ----------------------------------------- | ------------------ |
| 1. | Klikni za spremembo slike | cerkev sv. Lovrenca župnijska cerkev      | Lovrenc na Pohorju |
| 2. | Klikni za spremembo slike | cerkev sv. Ignacija Lojolskega podružnica | Rdeči Breg         |
| 3. | Klikni za spremembo slike | cerkev sv. Križa podružnica               | Lovrenc na Pohorju |
| 4. | Klikni za spremembo slike | cerkev sv. Radegunde podružnica           | Lovrenc na Pohorju |

## Zgodovina
V zvezi s sporom med oglejskim patriarhom Ursom in salzburškim nadškofom Arnom je leta 811 frankovski vladar Karel Veliki (768-814) razsodil, da se Karantanija cerkvenoupravno razdeli tako, da je Salzburgu pripadlo ozemlje severno, Ogleju pa južno od reke Drave. Oglejski patriarhat je tako imel južno od Drave popolno cerkveno-upravno oblast. Že leta 985 pa je bila v pisnih virih omenjena pražupnija Hoče, pod katero je ozemeljsko spadal tudi Lovrenc na Pohorju. To se je spremenilo, ko je leta 1091 grof Engelbert I. Spanheim podaril območje sedanje župnije Wecelinu, prvemu opatu benediktinskega samostana v Šentpavlu.
 
Šele leta 1214 je šentpavelskemu opatu Ulriku uspelo ozemlje med pohorskima potokoma Lobnico in Velko, skupaj s cerkvijo sv. Lovrenca, dejansko izločiti izpod hoške pražupnije. 24. oktobra 1214 je namreč oglejski patriarh Volfgar (Wolfger) naznanil, da je med šentpavelskim opatom in župnikom v Hočah prišlo do prepira, zaradi cerkve sv. Lovrenca v Radomljah (Radimlach). Ker se sprti strani nista mogli sporazumeti, sta na pomoč poklicali razsodnike in končno odločitev prepustili njim. Odločeno je bilo, da mora šentpavelski samostan odstopiti hoškemu župniku del letnega dohodka v Bezeni pri Rušah, samostan pa obdrži vse pravice nad cerkvijo sv. Lovrenca, z vsemi pritiklinami na ozemlju med Lobnico in Velko. Ker je tudi patriarh Volfgar iz listin svojih prednikov ugotovil, da ima samostan v lasti cerkev sv. Lovrenca že 60 let, jo je ločil od župnije v Hočah in vse pravice nad njo podelil samostanu.

Prav temu samostanu gredo zasluge, da se prva lokalna cerkev omenja že leta 1184, samostojna župnija pa v letu 1214. Šentpavelski benediktinci so imeli pomemben vpliv vse do razpustitve samostana leta 1782.